# Аушев, Руслан (самбист)
Руслан Аушев — казахстанский самбист, призёр чемпионатов мира по боевому самбо, двукратный чемпион мира по рукопашному бою, мастер спорта Республики Казахстан международного класса по боевому самбо и рукопашному бою.
Проходил службу по контракту в звании сержант в войсковой части 2031 Костанайского пограничного отряда.

## Спортивные результаты
- Международный турнир по боевому самбо на призы президента Беларуси 2017 года — ;
- 9-й Международный турнир по рукопашному бою на кубок командующего республиканской гвардией 2011 года — ;
- 23-й Международный турнир по рукопашному бою памяти героев-пограничников 2016 года — .